# La reina Batata
La reina Batata es una poesía infantil corta de María Elena Walsh.
Fue publicada en libro numerosas veces desde su creación, especialmente por Editorial Sudamericana en las décadas de 1970 y 1980, en el libro de poesías infantiles  “El Reino Del Revés” y luego en Editorial Planeta. 
Como canción fue publicada por primera vez en el álbum de María Elena Walsh El País De Nomeacuerdo (1966), en el sello CBS cantada por su autora y con orquestación de Oscar Cardozo Ocampo.
Actualmente aparece recopilada junto con otros títulos de la autora.

Estaba la Reina Batata 
 sentada en un plato de plata, 
 el cocinero la miró 
y la reina se abatató.
María Elena Walsh 